# Balticum Auksinis
Balticum TV – litewski kanał telewizyjny, nadawany od 2003 roku, początkowo w rejonie Kłajpedy, a następnie Wilna, Kowna, Szawli i miasta Poniewież.
Kanał jest nadawany za pośrednictwem sieci telewizji kablowej i cyfrowych stacji telewizyjnej w Wilnie.
Nadawca – World TV Balticum TV.